# Norman Von Nida
Norman Von Nida (ur. 14 lutego 1914 w Strathfield, Nowa Południowa Walia, zm. 20 maja 2007 w Gold Coast, Queensland), golfista australijski.
Niewysoki zawodnik (168 cm), znany pod przydomkiem "The Von", uważany jest za jednego z pionierów golfa zawodowego w Australii. Nazywany jest "ojcem chrzestnym" tej dyscypliny w swoim kraju - zarówno dzięki własnym sukcesom sportowym, jak i sukcesom zawodników, z którymi współpracował jako trener i konsultant - a rolę, jaką odegrał w australijskim golfie, porównuje się do znaczenia znakomitego krykiecisty Dona Bradmana. Był jednym z pierwszych golfistów australijskich odnoszących sukcesy w Europie, w tym samym czasie, kiedy znaczące osiągnięcia - ale w USA - notowali jego rodacy Joe Kirkwood i Jim Ferrier (pierwszy australijski triumfator imprezy wielkoszlemowej).

## Życiorys
Urodzony w Strathfield koło Sydney, wychowywał się w Brisbane. Karierę golfisty rozpoczynał, podobnie jak wielu innych znanych graczy, jako caddy, chłopiec noszący torbę ze sprzętem i wspierający starszych zawodników. W latach 1927–1928 wygrywał specjalne turnieje golfowe dla caddy. Miał okazję m.in. obserwować wizytę słynnego zawodnika amerykańskiego Waltera Hagena w 1929 w klubie Royal Queensland i pełnić przy nim rolę caddy w czasie pokazowego meczu z Joe Kirkwoodem. Jako 18-latek zdobył tytuł amatorskiego mistrza Queensland i wkrótce rozpoczął występy jako golfista zawodowy. Był wszechstronnym sportowcem, uprawiał także m.in. rugby; w czasie jednego z meczów rugby doznał kontuzji nadgarstka, która na prawie dwa lata ograniczyła jego starty golfowe.
W latach 30. XX wieku w Australii nie istniał cykl zawodowych turniejów w golfa. Von Nida startował w pojedynczych turniejach, a w 1935 sięgnął po pierwszy z siedmiu triumfów w turnieju Queensland Open, wyprzedzając Jima Ferriera. Rok później podjął wyzwanie opromienionego sławą kilkakrotnego wielkoszlemowego triumfatora, Amerykanina Gene Sarazena, który przyjechał do Australii i zaproponował mecz dowolnemu miejscowemu graczowi, który byłby w stanie uiścić odpowiednie wpisowe. Von Nida zgromadził żądaną sumę i w swoim klubie Royal Queensland rozegrał mecz, jak sam wspominał, najlepszy w całej karierze. Zwycięstwo nad uważanym za pierwszego golfistę na świecie Sarazenem przyczyniło się do decyzji Australijczyka, by spróbować sił poza krajem. W 1937, również w Royal Queensland, Von Nida pokonał w pokazowym meczu swojego idola z dzieciństwa Waltera Hagena.
W 1938 wygrał międzynarodowe mistrzostwa Filipin. W 1939 wziął udział w zaliczanym do Wielkiego Szlema turnieju US Open, ale zajął dopiero 59. miejsce. Kolejne lata występów zabrała mu II wojna światowa, w czasie której służył w armii. Po wojnie zrealizował plany regularnych startów w zawodowych rozgrywkach w Wielkiej Brytanii. W 1946 uplasował się na 2. miejscu listy zarobków brytyjskiego cyklu turniejów, a rok później wygrał siedem imprez i zdobył Vardon Trophy, wyróżnienie dla gracza, który w sezonie uzyskał najniższą średnią uderzeń. Siedem zwycięstw w jednym sezonie pozostaje nadal rzadkim wyczynem w europejskich cyklach turniejowych, Von Nidzie nie udało się natomiast nigdy triumfować w Wielkim Szlemie. W 1948 zajął 3. miejsce w British Open (The Open Championship), ale bliżej sukcesu był rok wcześniej, kiedy przed ostatnią rundą znajdował się na prowadzeniu wspólnie z Fredem Daly, Henrym Cottonem i Arthurem Leesem. Niekorzystne warunki atmosferyczne w czasie ostatniej rundy zepchnęły australijskiego golfistę na dzielone 6. miejsce, a sukces świętował reprezentant Irlandii Północnej Daly.
Von Nida brał udział w rozgrywkach golfowych w Wielkiej Brytanii do lat 60., zamykając te starty liczbą 16 wygranych turniejów, ale sukcesy odnosił także w rodzinnym kraju. Na szczególne podkreślenie zasługują wyniki uzyskiwane przez niego w turnieju Australian Open - w latach 1938-1955 wziął udział w dziewięciu edycjach (nie rozgrywano zawodów w czasie II wojny światowej), zajmując wyłącznie pierwsze (1950, 1952, 1953) lub drugie miejsce. Wygrywał również inne turnieje, w tym znaczące imprezy australijskie jak Australian PGA Championship czy mistrzostwa Nowej Południowej Walii, łącznie około stu imprez na całym świecie. W połowie lat 60. jego karierę zawodniczą zakończyły przedwcześnie problemy ze wzrokiem. Tracąc stopniowo widzenie w jednym oku, nie był w stanie rywalizować na najwyższym poziomie, ale kontynuował grę do późnej starości. Jeszcze po ukończeniu 90. roku życia, mimo niemal całkowitej utraty wzroku, grał specjalnym jaskrawym kijem i piłkami.
Pozostając poza aktywnym życiem turniejowym, zajmował się też pracą trenerską. Był konsultantem wielu graczy, zarówno australijskich (m.in. Petera Thomsona, Davida Grahama, Bruce Cramptona, Grega Normana), jak i zagranicznych (m.in. Jacka Nicklausa, Nicka Faldo, Gary'ego Playera). Poza golfem interesował się wyścigami konnymi, był właścicielem stajni koni. Opublikował wspomnienia The Von. Stories and Suggestions from Australian Golf's Little Master.
Australijski trener golfa Ian Triggs wspominał Von Nidę jako znakomitego gawędziarza. The Von znany był także z gwałtownego temperamentu, potrafił po nieudanym zagraniu połamać kij lub cisnąć go w zarośla, a kłótnia, wszczęta na jednym z turniejów w 1948 z amerykańskim graczem Henrym Ransomem, zakończyła się dopiero na posterunku policji.
Norman Von Nida otrzymał wiele wyróżnień sportowych. Jego imię nadano cyklowi turniejów w ramach PGA Tour of Australasia. Był honorowym członkiem PGA Tour of Australasia, został również wpisany do Hall of Fame golfa australijskiego. Nie doczekał się natomiast za życia, mimo kilkakrotnych nominacji, przyjęcia do World Golf Hall of Fame.

## Niektóre zwycięstwa turniejowe
- 1935 Queensland Open
- 1936 Queensland Open
- 1937 Queensland Open
- 1938 Philippine Open
- 1939 Philippine Open, New South Wales Open
- 1940 Queensland Open
- 1946 Australian PGA Championship, New South Wales Open, News Chronicle Tournament (Wielka Brytania)
- 1947 New South Wales Open, Dunlop Southport Tournament, Star Tournament (Wielka Brytania), North British Harrogate Tournament, Lotus Tournament (Wielka Brytania), Penfold Tournament (Wielka Brytania), Yorkshire Evening News Tournament.
- 1948 British Masters, Spalding Tournament, Lotus Tournament, Daily Mail Tournament, Australian PGA Championship, New South Wales Open
- 1949 Queensland Open
- 1950 Australian Open, Australian PGA Championship
- 1951 Australian PGA Championship, New South Wales PGA
- 1952 Australian Open
- 1953 Australian Open, Queensland Open, New South Wales Open
- 1954 New South Wales Open
- 1961 Queensland Open
- 1965 North Coast Open